# 阿綽
阿绰（？—1226年），西夏末期将领。
阿绰在西夏守卫甘州，作为曲也怯律的副将。曲也怯律的儿子察罕早年投奔成吉思汗。夏献宗乾定四年（1226年），蒙古攻打西夏至甘州时，察罕和父亲曲也怯律议定献城降蒙之事。副将阿绰得知后，联合三十六人，合谋杀死曲也怯律和其子（察罕的弟弟）以及蒙古的使者，而后全力守城。成吉思汗攻破甘州城，想要把一城之人全部坑杀。察罕求情，认为百姓无辜，于是成吉思汗只杀阿绰等三十六人。